# 吉爾·圭瑪立

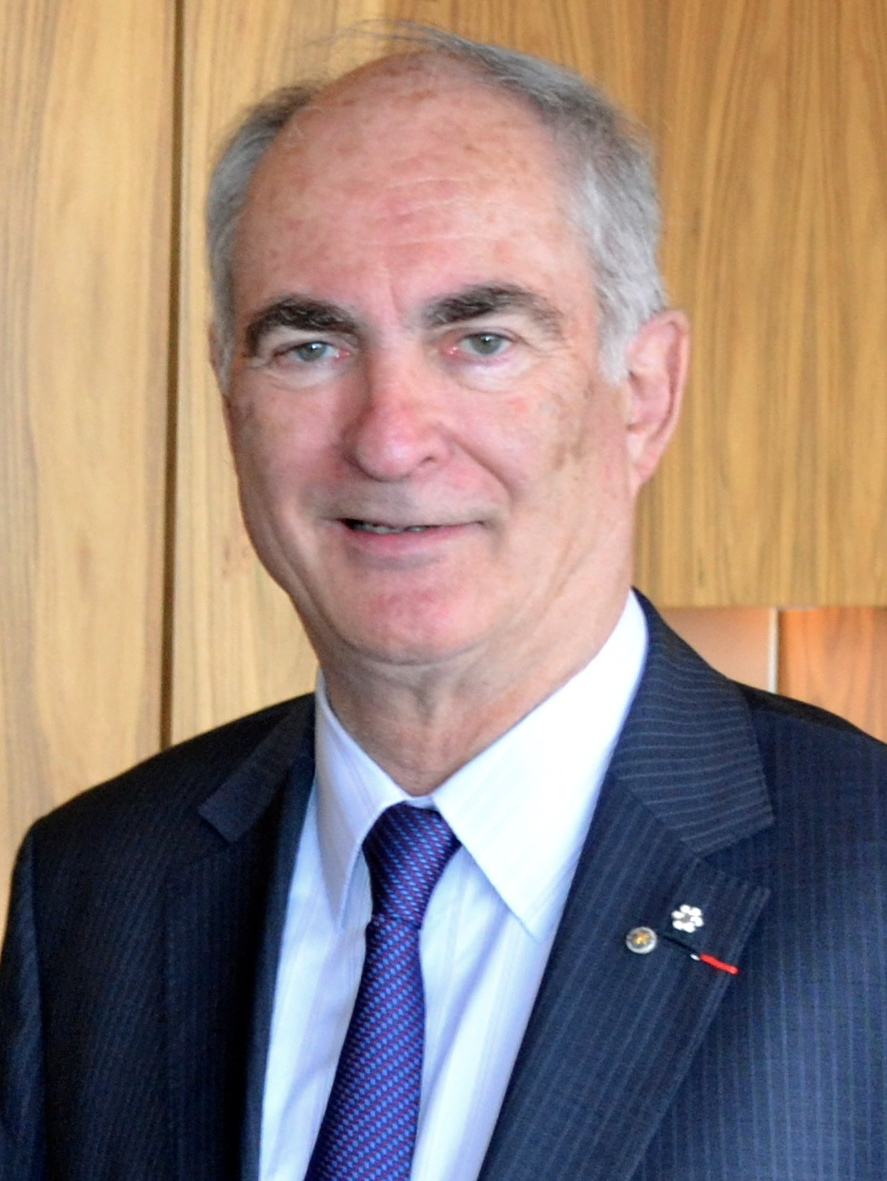
攝於2014年

吉尔·圭瑪立（1994年11月25日一）是一名加拿大教授及政治家。

## 生平
出生在魁北克省加蒂諾。1968年畢業於渥太华大学，并於1972年在University of Nice Sophia Antipolis获得国家宪法學之博士学位。
从1972年至1985年作為公共法律教授在拉瓦勒大学任教，专门教授宪法和通讯法律。 他也是加拿大魁北克省各政府部门的法律顾问。
1985年他作为魁北克省自由党候選人參與魁北克省議會选举。 在罗伯特·布拉萨的魁北克省政府中，他被任命为国际关系廳长（1985-1988年）、加拿大政府间事务廳長（1985-1994年）、司法廳长（1988-1994年）及公眾安全廳長兼法務司（1988-1989年）。他於1989年大選再次当选。但他於1994年辞职。
他创立「宪政法律和国际行政研究会议」，也是美洲国际经济论坛创始主席（1994年），亦提出每年舉行蒙特利尔会议、多伦多全球论坛和迈阿密世界战略论坛。

## 荣誉
- 加拿大勋章（2001年）[4]
- National Order of Quebec骑士（2004年）[5]